# Tiberio Claudio Ático Herodes

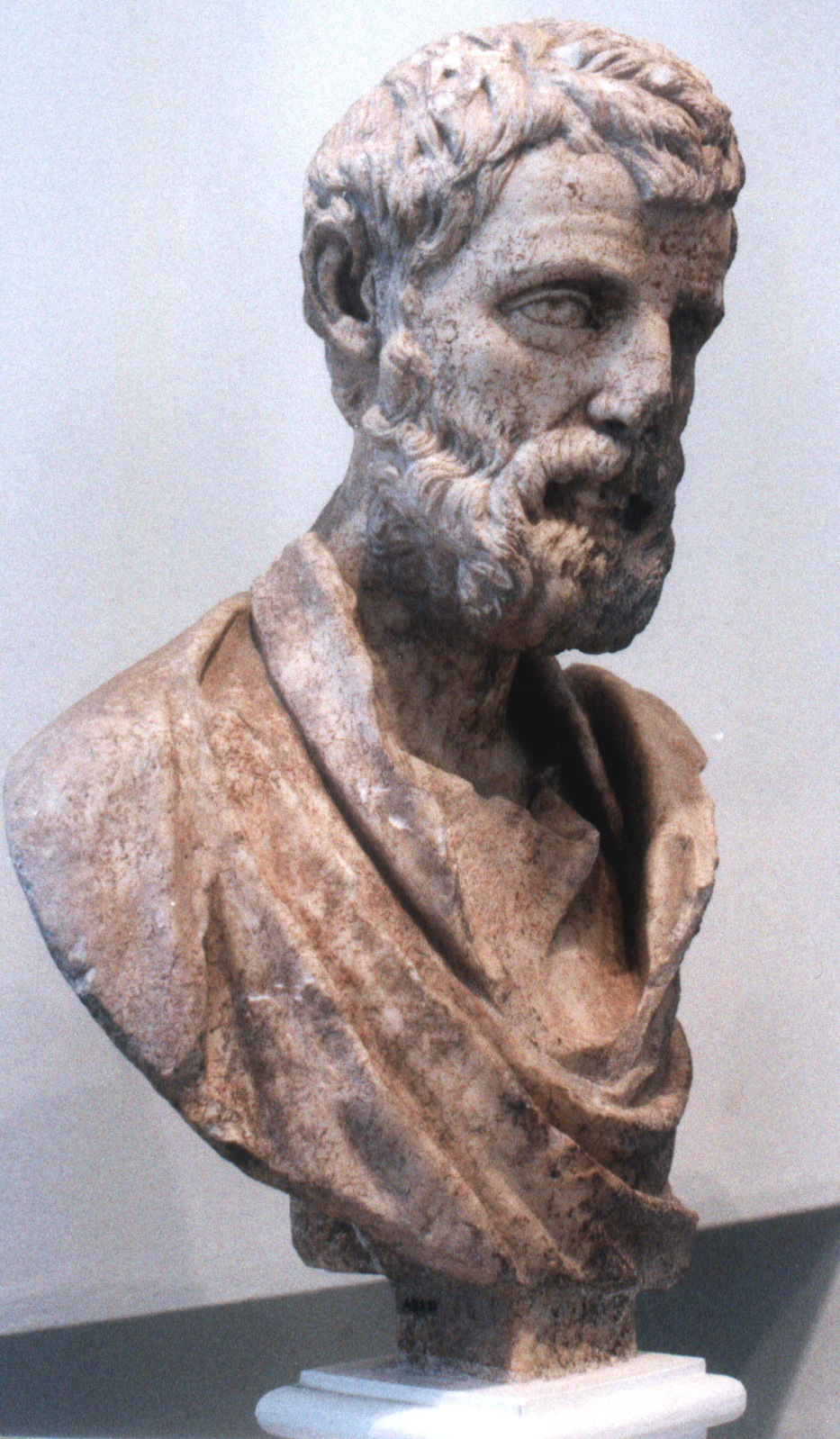
Busto de Herodes Ático, Museo del Louvre, Paris.

Tiberio Claudio Ático Herodes (en latín: Tiberius Claudius Atticus Herodes; c. 65 - 137) fue un senador romano que vivió a finales del siglo I y mediados del siglo II y desarrolló su cursus honorum bajo los reinados de Nerva, Trajano, y Adriano. Fue cónsul sufecto en el año 132 junto con Publio Sufenate Vero.

## Orígenes familiares
Claudio Ático era de origen griego y de ascendencia ateniense, y su familia decía ser descendiente de los estadistas atenienses Milcíades, y Cimón. Como llevaba el nomen romano Claudio, existe la posibilidad de que un antepasado paterno suyo, haya recibido la ciudadanía romana, de un miembro desconocido de la gens Claudia. Su tatarabuelo era un hombre llamado Policarmo (c. 9/8 a. C. - 22/23 d. C.). Claudio Ático nació y se crio en una familia muy distinguida y rica. Era hijo de Tiberio Claudio Hiparco (nacido alrededor del año 40) y una mujer de nombre desconocido. Su hermana se llamaba Claudia Alcia y se casó con el aristócrata ateniense Lucio Vibulio Rufo. Durante su vida, Hiparco, banquero de profesión, fue considerado uno de los hombres más ricos del Imperio Romano; tenía fama de poseer cien millones de sestercios de patrimonio. Esta reputación es evidente en una línea de Suetonio:

"Cuando el senador Salvio Liberal defendía en una ocasión a un cliente rico, se ganó el elogio del emperador Vespasiano al atreverse a preguntar: "¿Le importa realmente al Cesar si Hiparco vale o no cien millones de sestercios?"
Suetonio, Vida De Los Doce Cesares, XIII-Vida De Vespasiano

Sin embargo, la fortuna de Hiparco finalmente lo llevó a su caída. El segundo hijo de Vespasiano, Domiciano, ya sea en el año 92 o 93, ordenó proscripciones de un gran número de hombres ricos. El padre de Claudio Ático parece haber sido acusado de intentar formar un régimen extraconstitucional en Atenas. En consecuencia, su fortuna y sus propiedades fueron confiscadas y, por orden de Domiciano, Hiparco fue ejecutado o exiliado.

## Vida y Carrera
En años posteriores, alrededor de 96-97, en una casa que Claudio Ático adquirió cerca del Teatro de Dioniso en Atenas, encontró un inmenso tesoro. Como precaución, escribió una carta al emperador Nerva informándole de esto y preguntándole qué hacer con el tesoro. Nerva respondió en una carta que decía: "Dispone de lo que has encontrado". Sin embargo, Claudio Ático volvió a escribir a Nerva, afirmando que este descubrimiento estaba más allá de su estatus social, a lo que Nerva respondió: "Entonces utiliza mal tu ganancia inesperada, porque es tuya". Es posible que estas riquezas fueran escondidas allí por Hiparco durante las proscripciones de Domiciano. Con su patrimonio recuperado, Claudio Ático restauró la influencia y el prestigio de su familia.
En el año 98, con el dinero del tesoro, Claudio Ático pudo acceder a escaño en el Senado romano con rango pretoriano. Según dos fragmentos del cronista cristiano Hegesipo, Claudio Ático sirvió como legado de la provincia de Judea desde los años 99/100 hasta 102/103. Su siguiente cargo conocido fue como cónsul sufecto en el año 132, siendo el primer hombre de la antigua Grecia en alcanzar el cargo, y probablemente también su primer miembro en el Senado romano.

## Familia
Claudio ático se casó con una noble ateniense llamada Vibulia Alcia Agripina, miembro de una familia muy rica y prominente. Vibulia también era su sobrina, siendo hija de su hermana, Claudia Alcia. Junto a ella tuvieron tres hijos: 
- Lucio Vibulio Hiparco Tiberio Claudio Ático Herodes, cónsul ordinario en el año 143.
- Tiberio Claudio Ático Herodiano
- Claudia Tisamena